# 国鉄タサ2300形貨車
国鉄タサ2300形貨車（こくてつタサ2300がたかしゃ）は、かつて日本国有鉄道（国鉄）に在籍した私有貨車（タンク車）である。
本形式から改造され別形式となったタキ2550形についても本項目で解説する。

## タサ2300形
タサ2300形はカセイソーダ液専用の20t 積タンク車として1950年（昭和25年）10月24日に3両（タサ2300 - タサ2302）が新潟鐵工所1社のみにて製作された。
本形式の他にカセイソーダ液を専用種別とする貨車はタム900形（130両）、タキ1400形（104両）、タキ2600形（523両）、タキ7750形（289両）等実に29形式が存在した。
所有者は、三井化学工業でありその常備駅は笠寺駅であった。
ドーム付き直円筒型のタンク体は、普通鋼（一般構造用圧延鋼材、SS41現在のSS400）製で内部に加熱管を装備した。荷役方式はタンク上部のマンホールからの上入れ、液出管と空気管使用による上出し方式であり、両管はS字管を装備している。
車体色は黒色、寸法関係は全長は8,300mm、全幅は2,300mm、全高は3,367mm、台車中心間距離は4,500mm、実容積は13.5m3、自重は14.6t、換算両数は積車3.5、空車1.6であり、台車はベッテンドルフ式のTR41である。
1956年（昭和31年）7月17日に3両そろって専用種別変更（カセイソーダ液→濃硫酸）を行い形式名は新形式であるタキ2550形とされた。

## タキ2550形
前述のとおりタサ2300形から1956年（昭和31年）7月17日に3両そろって専用種別変更（カセイソーダ液→濃硫酸）が日本車輌製造にて行われ形式名は新形式であるタキ2550形（コタキ2550 - コタキ2552）とされた。
記号番号表記は特殊標記符号「コ」（全長 12 m 以下）を前置し「コタキ」と標記する。
本形式の他に「濃硫酸」又は「濃硫酸及び発煙硫酸」を専用種別とする貨車は、タム400形（418両）、タキ300形（483両）、タキ4000形（353両）、タキ5750形（500両）等実に21形式が存在した。
所有者は、タサ2300形時代から変わらず三井化学工業であり常備駅も笠寺駅のままであった。1968年（昭和43年）10月21日に三井東圧化学へ名義変更（社名変更）された。
タンク体は、普通鋼（一般構造用圧延鋼材、SS41現在のSS400）製で改造の際加熱管は撤去された。
塗色は、黒であり、寸法関係は不明点が多く、台車はベッテンドルフ式のTR41である。
1973年（昭和48年）10月2日に全車一斉に廃車となり同時に形式消滅となった。